# Passail
Passail è un comune austriaco di 4 296 abitanti nel distretto di Weiz, in Stiria; ha lo status di comune mercato (Marktgemeinde). Il 1º gennaio 2015 ha inglobato i comuni soppressi di Arzberg,  Hohenau an der Raab e Neudorf bei Passail.